# Hassler-Consort

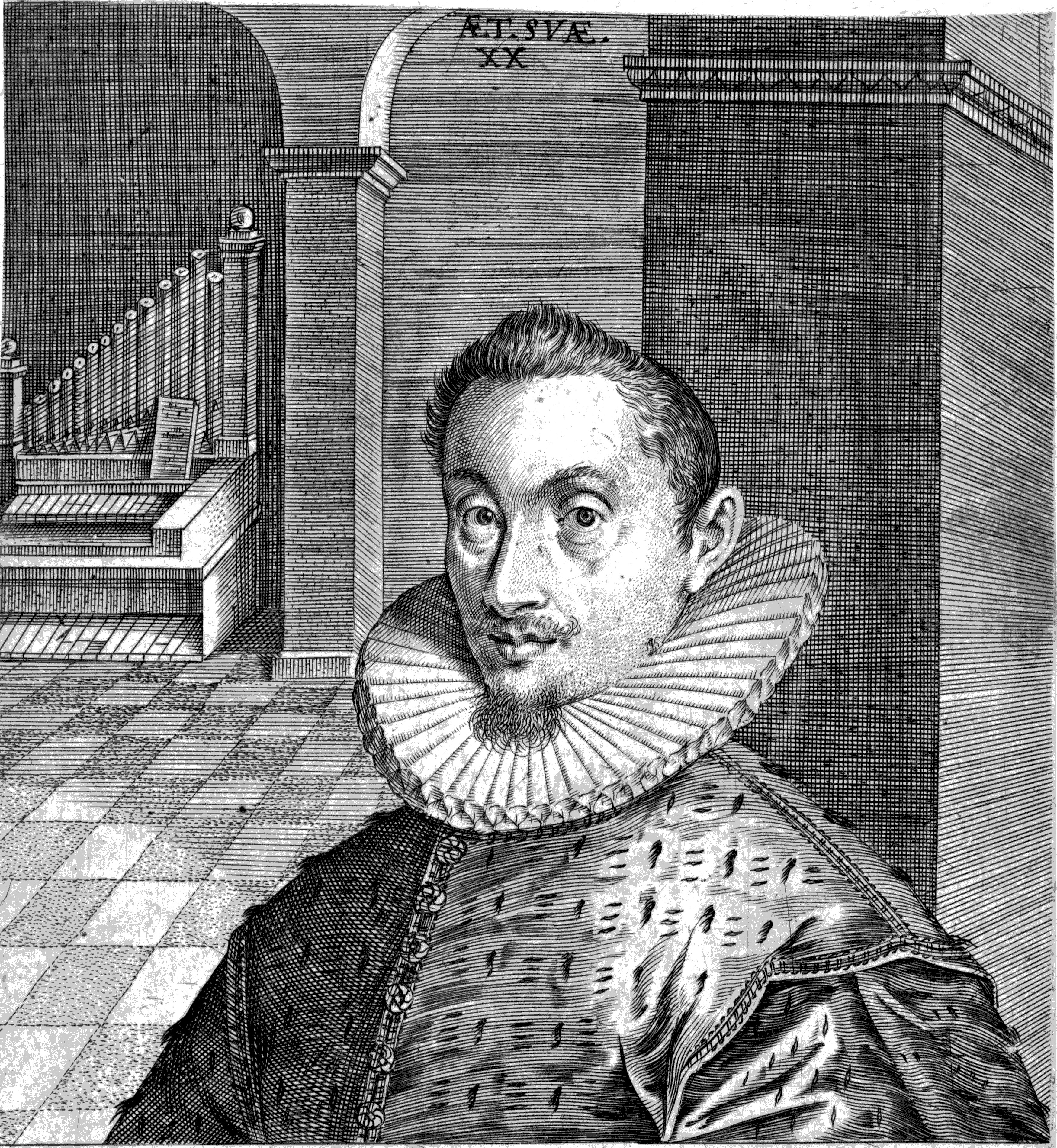
Hans Leo Hassler, der Namensgeber des süddeutschen Hassler-Consorts

Das Hassler-Consort ist ein 1992 von Franz Raml gegründetes Ensemble, das Alte Musik der Renaissance und des Barock auf Originalinstrumenten oder auf original klingenden Instrumenten stilgerecht wiedergibt.

## Geschichte
Das Hassler-Consort wurde 1992 vom Organisten und Cembalisten Franz Raml gegründet. Seinen Namen leitet das Ensemble von dem süddeutschen Musiker und Organisten Hans Leo Hassler ab. Es setzte sich schon bald aus professionellen Musikern zusammen. Einen regionalen Schwerpunkt der Auftritte bildeten in der Vergangenheit die Klosterkirchen an der Oberschwäbischen Barockstraße und die Region Ulm.

## Repertoireschwerpunkte
Einen Programmschwerpunkt in öffentlichen Konzerten und bei Aufnahmen bilden neben Werken von Claudio Monteverdi, Johann Sebastian Bach, Antonio Vivaldi und Georg Friedrich Händel auch ausgesprochene Wiederentdeckungen des 16. bis 18. Jahrhunderts aus dem süddeutschen und österreichischen Kulturraum.

## Künstlerischer Ertrag

### Aufnahmen
Es wurde seit seiner Gründung zu Konzerten, Rundfunk- und Fernsehaufnahmen bei vielen internationalen Festivals und Konzertreihen eingeladen:
- WDR Nachtkonzerte
- MDR-Musiksommer Dresden
- Barockfest Melk (ORF)
- Internationale Orgelwoche Nürnberg (BR)
- Festival Europa Mitte (Tschechischer Rundfunk)

### Teilnahme an Festivals und Konzertreihen
- Internationale Bach-Akademie und Europäisches Musikfest Stuttgart
- Klosterkonzerte Maulbronn
- Klosterkonzerte Ottobeuren
- Tage Alter Musik Herne
- Festival Europäische Kirchenmusik Schwäbisch Gmünd
- Schwäbische Kulturtage Kloster Roggenburg
- Klosterkonzerte Ochsenhausen
- Lasso-Renaissance München
- Internationales Orgelfest Stift Zwettl
- Bodenseefestival
- Kirchenmusik an der Martin-Luther-Kirche in Ulm
- Ludwigsburger Schlossfestspiele

### Diskographie (Auswahl)
- Der Komponist Johann Caspar von Kerll – Kommentar: Dies war die erste CD des Hassler-Consorts mit der „Missa non sine quare“, Cantiones sacrae und Orgelwerken (in Zusammenarbeit mit dem SWF produziert).
- Claudio Monteverdi: "Vesperae in Nativitate Sti. Joannis Baptistae" – Kommentar: Eine auf verschiedenen Quellen aufbauende Rekonstruktion einer gottesdienstlichen Musik.
- Michael Praetorius: Mehrchörige Choralkonzerte und Motetten zur Weihnachtszeit
- Johann Caspar von Kerll: Missa pro defunctis – Kommentar: Der Versuch, eine Allerseelenmesse in Süddeutschland aus dem späten 17. Jahrhundert in seinen liturgischen Teilen zu rekonstruieren.
- Giacomo Carissimi: Oratorien und Motetten
- Josef und Michael Haydn: Weihnachtsmotetten, Lieder, Orgelkonzert, C-Dur
- Johann Beer: Die Ersteinspielung der doppelchörigen Missa S. Marcellini von Johann Beer (1655-1700)
- Justin Heinrich Knecht: zum 250. Geburtstag – Psalmvertonungen für Soli, Chor und Orchester